# Buldog

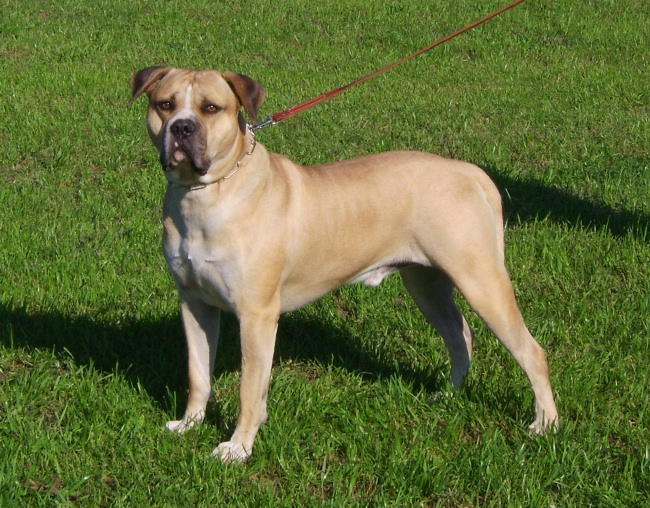
Buldog amerykański

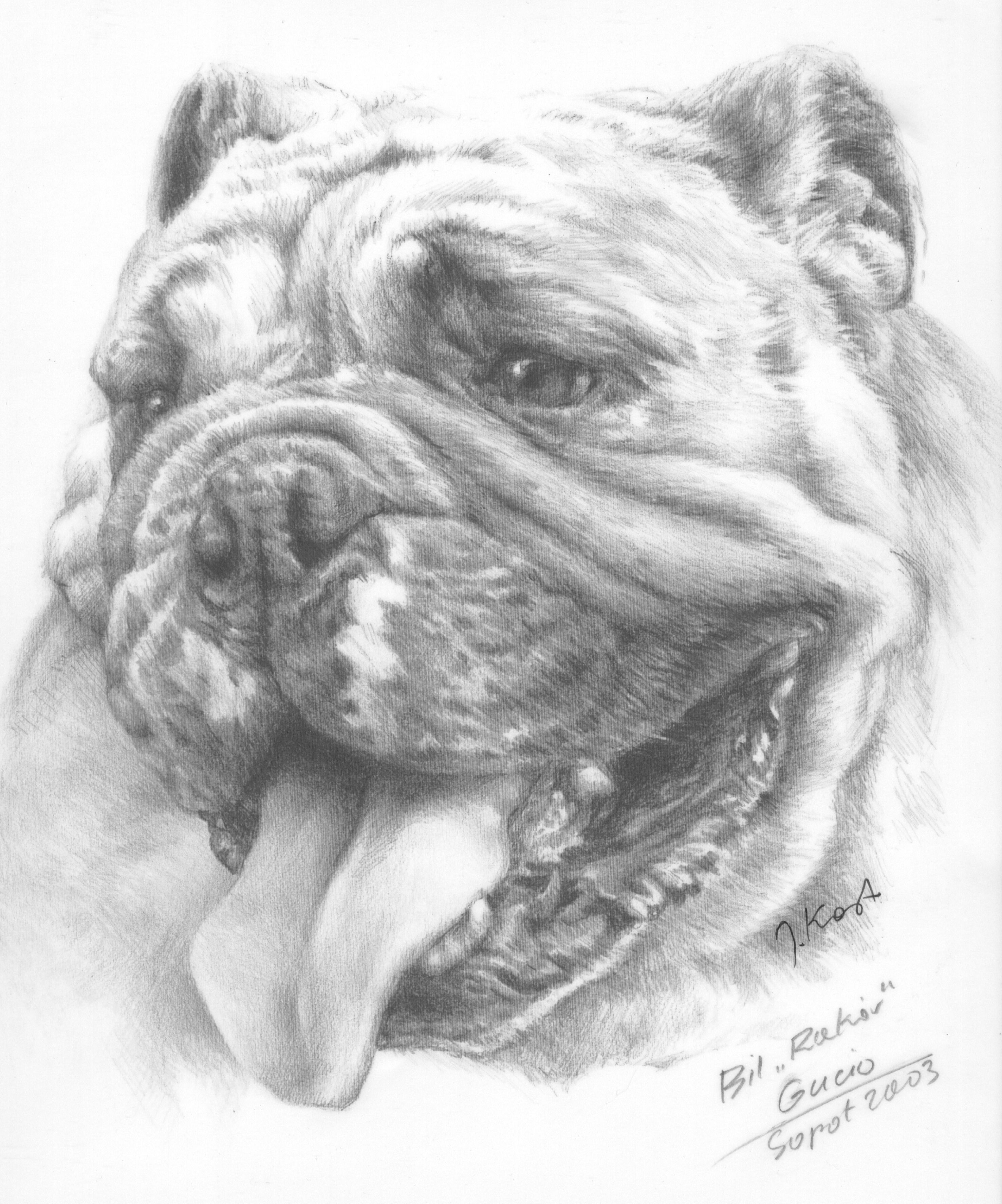
Głowa buldoga angielskiego – szkic wykonany na wystawie w Sopocie

Buldog (ang. bulldog) – ogólne określenie rasy psa, przeznaczonej za czasów historycznych do walk z bykami (ang. bull – byk) lub innymi zwierzętami, oraz do chwytania i trzymania zwierząt i ludzi.

## Budowa i użytkowość
Psy tego typu są mocnej budowy, z silnymi szczękami i krótką kufą, umożliwiającą mocny zacisk szczęk – żuchwa jest wysunięta do przodu pyska. Cecha ta jest istotna dla skutecznego przytrzymania przeciwnika lub ofiary. Kończyny proste i muskularne, tylne dłuższe niż przednie. Rasa uznana została przez Amerykański Związek Kynologiczny w 1893 roku.  Dawne buldogi uczestniczyły w specjalnie organizowanych widowiskach polegających na szczuciu nimi innych zwierząt. Obecnie rasy w typie buldoga są użytkowane jako psy stróżujące lub do towarzystwa.

## Klasyfikacja
Zgodnie z klasyfikacją amerykańską, buldogi należą do grupy psów użytkowych.

## Rasy psów w typie buldoga
- alapaha blue blood bulldog
- antebellum bulldog
- australian bulldog
- buldog amerykański
- buldog angielski
- buldog francuski
- olde english bulldogge
- valley bulldog
- buldog kontynentalny